# Bellod
Antonio Benlloch García (Orihuela, Alicante, España, 1 de diciembre de 1945) es un exfutbolista español que se desempeñaba como defensa.

## Clubes
| Club                         | País   | Año       |
| ---------------------------- | ------ | --------- |
| Hércules C. F.               | España | 1965-1968 |
| R. C. Deportivo de La Coruña | España | 1968-1977 |